# Lijst van gemeenten van Colima
De Mexicaanse deelstaat Colima bestaat uit tien gemeenten.
| INEGI | Gemeente         | Inwoners | Oppervlakte  | Hoofdplaats       | Inwoners |
| ----- | ---------------- | -------- | ------------ | ----------------- | -------- |
| 001   | Armería          | 27.626   | 408,38 km²   | Ciudad de Armería | 15.368   |
| 002   | Colima           | 157.048  | 1.668,20 km² | Colima            | 146.965  |
| 003   | Comala           | 21.661   | 254,00 km²   | Comala            | 9.649    |
| 004   | Coquimatlán      | 20.837   | 320,19 km²   | Coquimatlán       | 14.892   |
| 005   | Cuauhtémoc       | 31.267   | 373,16 km²   | Cuauhtémoc        | 9.746    |
| 006   | Ixtlahuacán      | 5.623    | 376,07 km²   | Ixtlahuacán       | 2.985    |
| 007   | Manzanillo       | 191.031  | 1.578,42 km² | Manzanillo        | 159.853  |
| 008   | Minatitlán       | 10.231   | 214,61 km²   | Minatitlán        | 6.075    |
| 009   | Tecomán          | 116.305  | 834,77 km²   | Tecomán           | 88.337   |
| 010   | Villa de Álvarez | 149.762  | 428,39 km²   | Villa de Álvarez  | 147.496  |

| Detailkaart                         |
| ----------------------------------- |
|                                     |
| Ligging Colima binnen Mexico        |
|                                     |
| Gemeenten ingedeeld naar INEGI code |

Armería · Colima · Comala · Coquimatlán · Cuauhtémoc · Ixtlahuacán · Manzanillo · Minatitlán · Tecomán · Villa de Álvarez